# Kecamatan Simpang Mamplam
Kecamatan Simpang Mamplam (indonesiska: Simpang Mamplam) är ett distrikt i Indonesien.   Det ligger i provinsen Aceh, i den västra delen av landet, 1 700 km nordväst om huvudstaden Jakarta.